# Van Nuys station (Metrolink)
La Estación Van Nuys (en inglés: Van Nuys station), es una estación de tren regional de la línea condado de Ventura de Metrolink en el distrito de Van Nuys en Los Angeles, California, un tren regional de Gran Los Angeles en Estados Unidos.

## Descripción
La estación Metrolink fue inaugurada el 18 de octubre de 1982. Cuenta con un andén de plataforma central. Existen 350 aparcamientos. La estación es propiedad del Departamento de Transportación de California.

## Servicio
La estación Van Nuys recibe el servicio de 20 trenes de la línea Ventura de Metrolink (10 en cada dirección) entre semana. El servicio de fin de semana consta de 4 trenes (2 en cada dirección). 
El tren de línea Ventura es de Ventura, California en el norte y el centro de Los Ángeles en el sur.
El tren Amtrak Pacific Surfliner para en esta estación para San Diego en el sur y San Luis Obispo, California en el norte. También servicio Coast Starlight hacia Seattle, Washington. 
Desde 2024, esta bajo construcción la línea Este del Valle de San Fernando, tren ligero de LA Metro. Tendrá una parada justo con el bulevar Van Nuys y la estación de Metrolink con el mismo nombre. 

## Conexiones
- Los Ángeles Metro Bus - rutas: 169, 233, y 761
- LADOT bus - ruta: Panorama City/Van Nuys
- Amtrak Thruway- Ruta: 1C

## Lugares de interés
No de confundirse con la estación Van Nuys de la línea G de Los Angeles Metro.